# Luigi Reggianini
Luigi Reggianini (Modena, 5 luglio 1775 – Modena, 9 gennaio 1847) è stato un vescovo cattolico italiano.

## Biografia
Giovane sacerdote, istituì una congregazione di giovani ecclesiastici per l'insegnamento del catechismo e poi, sotto Napoleone, una pia unione per l'assistenza al clero; dopo la restaurazione, la pia unione si dedicò alla predicazione degli esercizi spirituali.
Per l'educazione delle fanciulle povere del popolo, nel 1818 fondò le Figlie di Gesù, che poi si specializzarono nell'istruzione delle sordomute.
Iniziò la pubblicazione del periodico Memorie di morale, di religione e di letteratura per contrastare le idee liberali e tutelare i diritti della Chiesa.
Fu direttore spirituale e poi rettore del seminario di Modena; nel 1814 fu scelto come confessore dei principi della casa ducale.
Eletto vescovo di Modena nel 1838, si interessò particolarmente alla formazione dei sacerdoti e promosse l'erezione di una casa di ricovero per il clero.
Curò l'applicazione del concordato stipulato nel 1841 tra la Santa Sede e gli stati estensi.
Fu consigliere di Francesco V d'Austria-Este.

## Genealogia episcopale
La genealogia episcopale è:
- Cardinale Scipione Rebiba
- Cardinale Giulio Antonio Santori
- Cardinale Girolamo Bernerio, O.P.
- Arcivescovo Galeazzo Sanvitale
- Cardinale Ludovico Ludovisi
- Cardinale Luigi Caetani
- Cardinale Ulderico Carpegna
- Cardinale Paluzzo Paluzzi Altieri degli Albertoni
- Papa Benedetto XIII
- Papa Benedetto XIV
- Papa Clemente XIII
- Cardinale Marcantonio Colonna
- Cardinale Giacinto Sigismondo Gerdil, B.
- Cardinale Giulio Maria della Somaglia
- Cardinale Carlo Odescalchi, S.I.
- Vescovo Luigi Reggianini